# Crac de 1982 (Uruguay)
El crac de 1982 en Uruguay, conocido como la ruptura de la tablita, se produjo el 26 de noviembre de ese año, cuando Uruguay abandonó el régimen cambiario denominado popularmente «la tablita», vigente desde el 17 de octubre de 1974. Este sistema consistía en un tipo de cambio fijo mediante el cual el Banco Central de Uruguay establecía devaluaciones de la moneda, anunciadas con varios meses de anticipación al público. La brusca salida de este sistema provocó una severa crisis de solvencia en el país, con diversas ramificaciones negativas para su economía.

## Antecedentes
El 1 de septiembre de 1976 la dictadura cívico-militar impuso como nuevo presidente de la República a Aparicio Méndez.Al asumir Méndez sus nuevas funciones, el ministro de Economía y Finanzas, Alejandro Végh Villegas, quien impulsó a partir de 1974 medidas de apertura económica y de liberalización de la economía uruguaya, fue reemplazado por el contador Valentín Arismendi.A principios de 1978 Chile adoptó una política de pequeñas devaluaciones activas de su moneda que incluía un anuncio a la población de los precios que regirían para compras y ventas de dólares por los bancos centrales, por lapsos considerables de tiempo, a fin de que las expectativas del público fueran convergiendo hacia el paradigma de los planes gubernamentales.Esta política adquirió espontáneamente un emblema: las tablas, con cuya divulgación las autoridades monetarias comunicaban al público cuáles iban a ser los precios a los cuales compraría o vendería dólares durante los meses siguientes —de ahí que se diera a llamar «sistema tabular», o popularmente «la tablita»—.Chile fue el primer país de la región en adoptar este método; en segundo lugar, el 17 de octubre de 1974, fue Uruguay —adoptándolo el BCU, cuyo presidente era José Gil Díaz—, y dos meses más tarde Argentina.
El sistema de «la tablita» fue así un sistema de cambio único fijado por el BCU ajustado mediante minidevaluaciones preestablecidas anunciadas con varios meses de anticipación, reemplazando así el sistema que regía en Uruguay desde 1974 con las reformas de Végh Villegas de un sistema de doble paridad: el «dólar comercial» cuya cotización valía para las transacciones con el exterior —exportaciones e importaciones— y el «dólar financiero» que se utilizaba para el resto de las operaciones.
Los años a partir de 1974, y hasta 1981, fueron años de bonanza económica para Uruguay, con un crecimiento superior al 4% anual.Asimismo las finanzas públicas demostraron un desenvolvimiento satisfactorio, con estos dos últimos años presentando superávit, a pesar de la tenacidad de la inflación todavía presente.Desde 1981 la política de la Federal Reserve Board agravaba la situación internacional al adoptar una política monetaria restrictiva con la intención, lograda, de fortalecer el dólar, que elevó las tasas de interés de los préstamos en dólares, agravando la situación de los deudores y reduciendo el flujo de capital hacia los mercados emergentes.

## La ruptura de la «tablita»
En noviembre de 1982, cuando el ministro Valentín Arismendi viajó a Washington a entrevistarse con autoridades del FMI, le transmitió malas noticias: el déficit fiscal de ese año se disparó —en 1981 registró 0,7%, mientras que en 1982 alcanzó a 12,7% del PIB— a causa de una caída de la recaudación de 24%, ocasionada a su vez por la contracción de la economía nacional y por un aumento del gasto —en términos reales— de 19%.Asimismo, la deuda del sector público se duplicó en términos del producto, registrando 37% —en 1983 subió a 78% y en 1984 escaló hasta superar el 100%—.La respuesta de Washington fue terminante: el sistema tabular no podía sostenerse más.El general Gregorio Álvarez, presidente de facto desde 1981, había asociado la imagen de su gobierno al régimen cambiario de «la tablita»; ante la pregunta de un periodista de si era cierto que se contemplaba una devaluación le respondió que solo «marcianos» podrían creerlo.
El viernes 26 de noviembre de 1982, el ministro de Economía y Finanzas, Valentín Arismendi, anunció que el régimen cambiario imperante desde 1974 era abandonado, «la tablita» había quebrado y el Estado dejaba de fijar el precio del dólar.El lunes 29 fue feriado bancario, y el martes se abrió un mercado cambiario totalmente libre.El peso se depreció rápidamente, desde 14 pesos el dólar aquel día, a un ritmo de 136%, hasta alcanzar los 33 pesos el dólar a fin de año, y 42% hasta 44 pesos el 7 de enero.Posteriormente comenzó a bajar declinando hasta aproximadamente los 26 pesos, la corrida bancaria contra los depósitos en dólares perdió fuerzas a mediados de enero, y cesó un mes más tarde.
La inflación reapareció con fuerza, pasando de una tasa anual de poco más del 20% en 1982 al 51,5% en 1983. El salario real cayó 40% respecto a los valores de 1968, año base de la serie estadística.El país culminó  con una deuda externa neta de casi 2.000 millones de dólares.Además, aumentó la tasa de desempleo pasando de 6,6% en 1981 a 11,9% en 1982, 14,7% en 1983, y 14% en 1984.